# Tupolew MDR-2
Die Tupolew MDR-2 (russisch Туполев МДР-2, auch ANT-8, АНТ-8) war ein sowjetisches Flugboot der 1930er Jahre. Die Bezeichnung MDR-2 steht für Morskoi dalni raswedtschik (russisch Морской дальний разведчик), Seefernaufklärer bzw. wird aus den Initialen des Konstrukteurs Andrei Nikolajewitsch Tupolew gebildet.

## Geschichte
Nachdem das Zentrale Aerohydrodynamische Institut (ZAGI) unter der Leitung von Andrei Tupolew in den 1920er Jahren erste Erfahrungen mit der Konstruktion und dem Bau von landgestützten Ganzmetallflugzeugen gesammelt hatte, wandte es sich nun erstmals der Projektierung eines Flugboots aus Metall zu. Dazu wurde 1930 in der Abteilung Aerohydrodynamischer Versuchsbau (AGOS) eine Entwicklungsgruppe unter der Leitung von Iwan Pogosski gebildet. Erste Pläne waren zwar schon 1925 ausgearbeitet worden, mussten aber, da Landflugzeuge bis dahin im ZAGI Vorrang gehabt hatten, hintangestellt werden. Pogosski entwarf einen freitragenden Schulterdecker mit einfach gestuftem Bootsrumpf, der sich zum Heck zu stark verjüngte. Das sich anschließende Leitwerk wurde von dem Passagierflugzeug Tupolew ANT-9 übernommen. Für die Konstruktion der Tragfläche orientierte man sich am Tragflügel der zweimotorigen Tupolew R-6. Als Antrieb wurden zwei BMW VI ausgewählt, die auf nebeneinander liegenden Strebenböcken auf dem Mittelstück der Tragfläche installiert wurden und Luftschrauben in Druckanordnung antrieben.
Die MDR-2 wurde am 1. Dezember 1930 fertiggestellt und begann ihre Erprobung am 30. Januar des Folgejahres. Auch das Wissenschaftliche Forschungsinstitut der Luftstreitkräfte (NII WWS) testete das Flugzeug und nahm einige Verbesserungen und Modifizierungen vor. Im Dezember 1931 war das Prüfprogramm abgeschlossen, aber das Flugzeug wurde mittlerweile als veraltet angesehen und ein Serienbau zugunsten der Tschetwerikow MDR-3 nicht veranlasst, die aber aufgrund mangelnder Leistungen ebenfalls ein Einzelstück blieb.

## Technische Daten
| Kenngröße                   | Daten                                                     |
| --------------------------- | --------------------------------------------------------- |
| Besatzung                   | 4                                                         |
| Spannweite                  | 23,70 m                                                   |
| Länge                       | 17,03 m                                                   |
| Höhe                        | 5,67 m                                                    |
| Flügelfläche                | 83,96 m²                                                  |
| Flügelstreckung             | 6,7                                                       |
| Leermasse                   | 4560 kg                                                   |
| Startmasse                  | 6920 kg                                                   |
| Antrieb                     | vier wassergekühlte Zwölfzylinder-V-Motoren BMW VI        |
| Startleistung Dauerleistung | 680 PS (500 kW) bei 1600/min 500 PS (368 kW) bei 1460/min |
| Höchstgeschwindigkeit       | 203 km/h in Bodennähe                                     |
| Marschgeschwindigkeit       | 166 km/h                                                  |
| Landegeschwindigkeit        | 115 km/h                                                  |
| Steigzeit                   | 7,00 min auf 1000 m Höhe                                  |
| Gipfelhöhe                  | 3350 m                                                    |
| Reichweite                  | 1062 km                                                   |
| max. Flugdauer              | 5 h                                                       |
| Bewaffnung                  | zwei 7,62-mm-MG Degtjarjow DA                             |
| Abwurfmunition              | bis 900 kg                                                |